# Pieve di Cadore

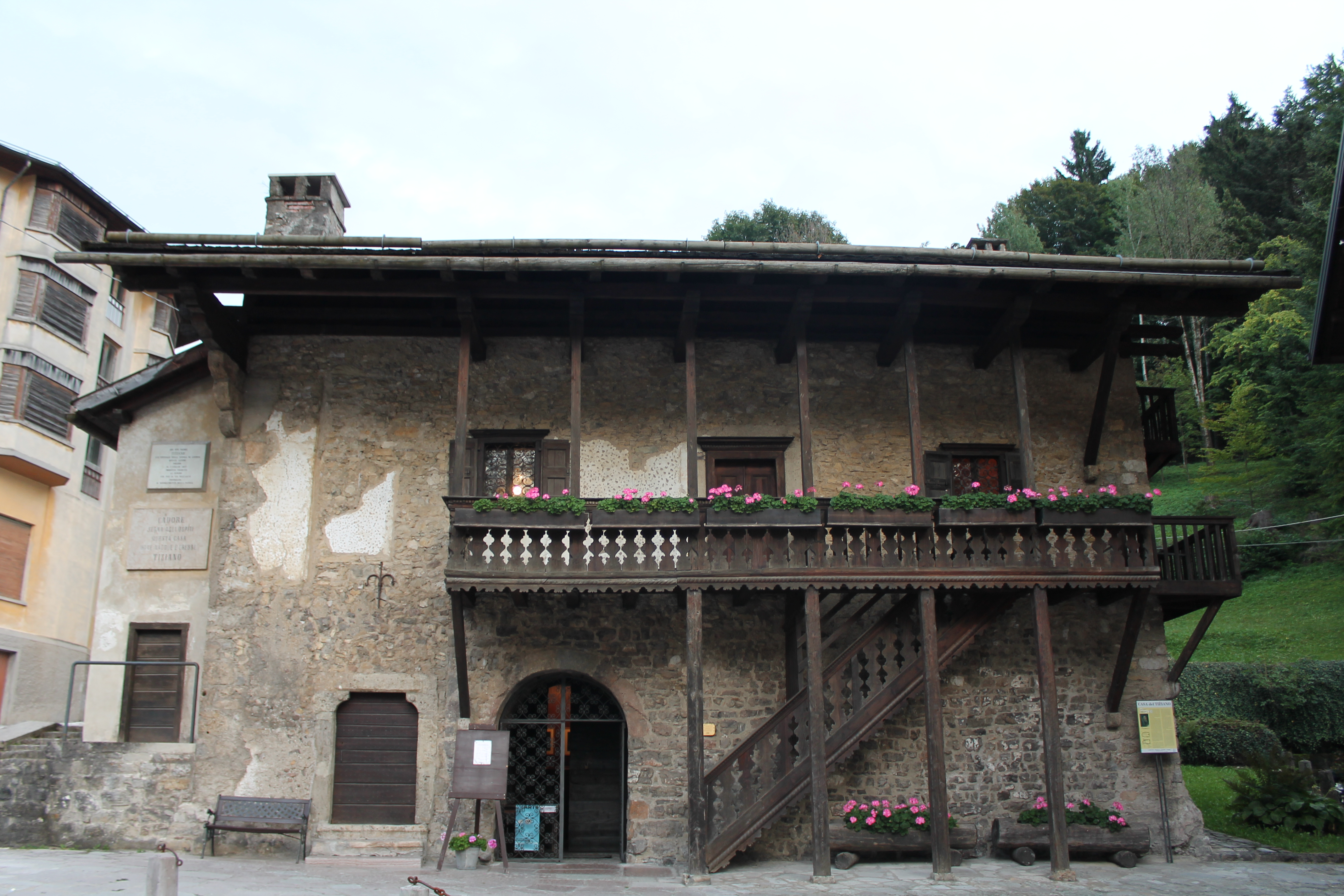
La cinquecentesca casa natale di Tiziano Vecellio, oggi museo.

Pieve di Cadore (in ladino Pièe) è un comune italiano di 3 618 abitanti della provincia di Belluno in Veneto.
Capoluogo storico del Cadore, situato a circa 40 chilometri a nord-est di Belluno, sorge a 878 m a ridosso di un promontorio collinoso, sulla sponda destra del fiume Piave, poco distante dall'incrocio tra la direttrice stradale della valle del torrente Boite e quella del Piave e la sua funzione per secoli è stata legata alla Magnifica Comunità di Cadore che qui ha tuttora la sua sede. È celebre per aver dato i natali al pittore Tiziano.

## Geografia fisica

### Territorio
Il comune di Pieve si estende tra la sponda destra e sinistra della Piave nel cosiddetto Centro Cadore. Verso nord-ovest si protende fino alla pendici del monte Antelao, mentre a sud-est giunge fino al confine tra la provincia di Belluno e quella di Pordenone, segnata dal gruppo degli Spalti di Toro. La conformazione del territorio comunale è per la maggior parte montagnosa per la presenza di numerose cime e declivi che interessano quasi tutte le zone.

## Storia
Il territorio di Pieve ha sempre avuto un ruolo importante per il Cadore nel controllo dell'incrocio fra la valle del Piave e la valle del Boite fin da tempi molto antichi. I reperti archeologici venuti alla luce sono molti, tra cui un edificio romano ancora ben conservato.
Sulle pendici di uno dei due monti che dominano l'area, il Monte Ricco, alla fine dell'Ottocento sono stati ritrovati, da alcuni militari che eseguivano degli scavi, dei muri di una stanza al cui interno furono recuperati una statua di Diana cacciatrice alta 10 cm, varie monete romane, una patera in bronzo con dedica a Marte in latino, due cucchiai ed una paletta, probabilmente risalenti al periodo tra la fine del I secolo a.C. ed il I secolo d.C.
Sempre sul Monte Ricco nel 1889 fu scoperto un oggetto rotto di bronzo con iscrizioni di origine veneta.
Presso il museo di Pieve si conservavano vari reperti provenienti da Monte Ricco e Monte Castello, dove vennero trovate alcune monete romane, tra cui una di Costantino (337-340 d.C.). Nell'attuale centro di Pieve, negli scavi per la costruzione del Municipio cittadino, si trovarono i resti di un edificio romano, oggi restaurato, datato al II secolo d.C.
Varie testimonianze raccontano che in zona costruendo altre case si erano trovati dei muri ma non si è mai riusciti a documentarli. Soltanto nel 2004 con il rinnovo della piazza Tiziano, alcuni scavi hanno permesso di scoprire davanti all'entrata del Gran Caffè Tiziano, una stratificazione di parecchi secoli assieme a reperti interessanti, fra cui un altare con iscrizione latina, un frammento d'osso iscritto in venetico, un frammento di vaso in terracotta.
Poco distante dall'edificio romano era stata scoperta una statua bronzea di Cerere (prima del 1891) presso la seconda casa della strada maestra che da Pieve andava a Pozzale, consegnata al museo di Pieve e poi ripresa dal proprietario che la vendette per emigrare in America.
L'abitato romano si estendeva nella zona dell'attuale centro di Pieve; per quanto riguarda l'insediamento pre-romano la parte più cospicua era a Pozzale. Lo dimostra il ritrovamento dei resti di una capanna con i frammenti di un vaso nelle vicinanze del paese.
Necropoli pre-romane sono state scoperte a Pozzale (IV-II secolo a.C.), a Pecol (periodo pre-romano non precisato) e in località "Il Cristo" (tarda età del ferro).
Verso la fine dell'Ottocento il genio militare italiano acquistò la sommità del Monte Ricco per costruirvi un forte, in previsione di una possibile guerra contro l'impero austro-ungarico. La fortezza fu poi rinsaldata con la costruzione della batteria Castello, posta sulla collina che si trova alle sue spalle. Dopo la disfatta di Caporetto gli austriaci presero possesso del forte; prima di abbandonarlo, in vista del ritorno delle truppe italiane, fu fatto saltare in aria. Al momento il sito è in restauro.

## Monumenti e luoghi d'interesse

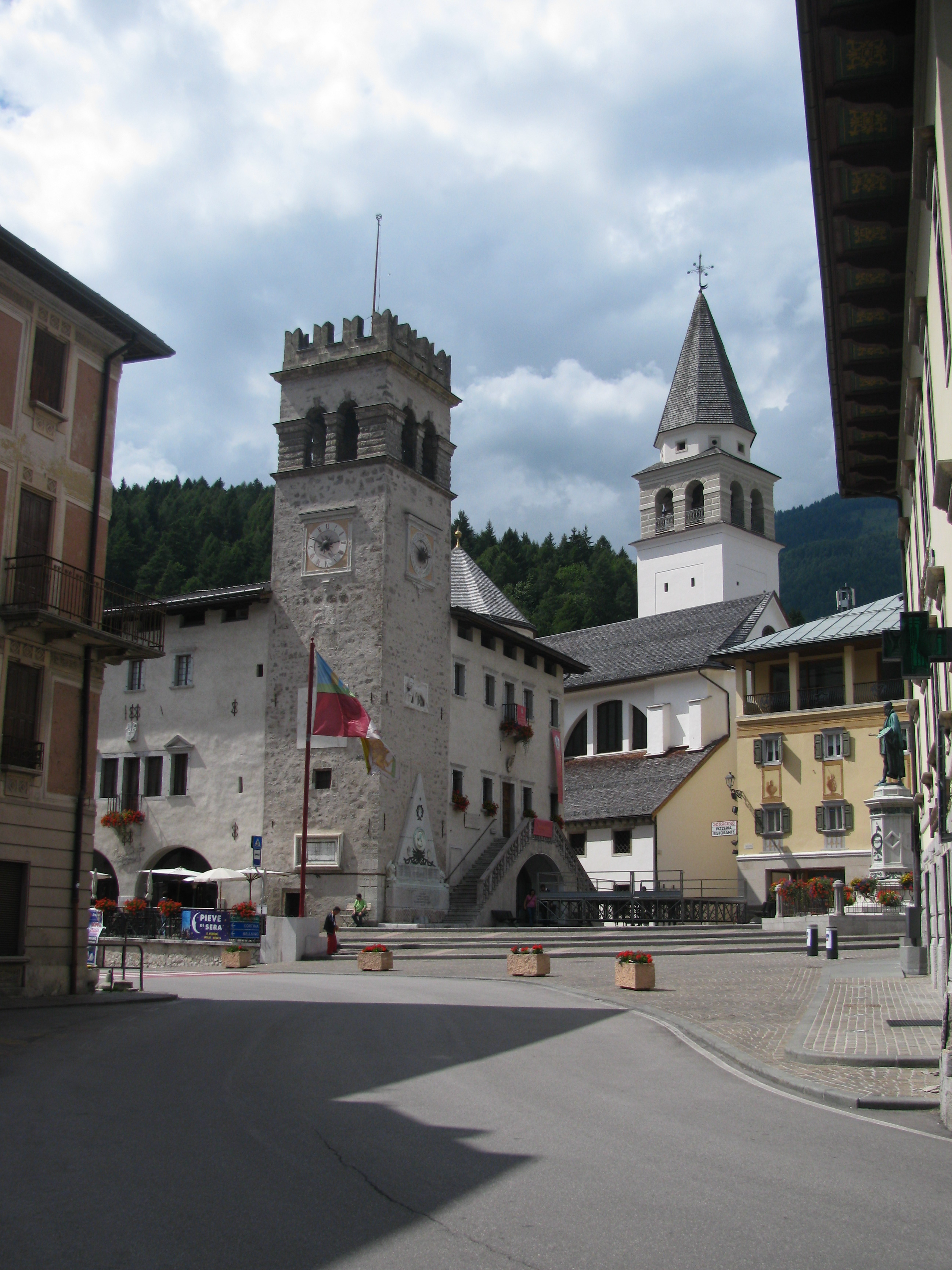
Piazza Tiziano

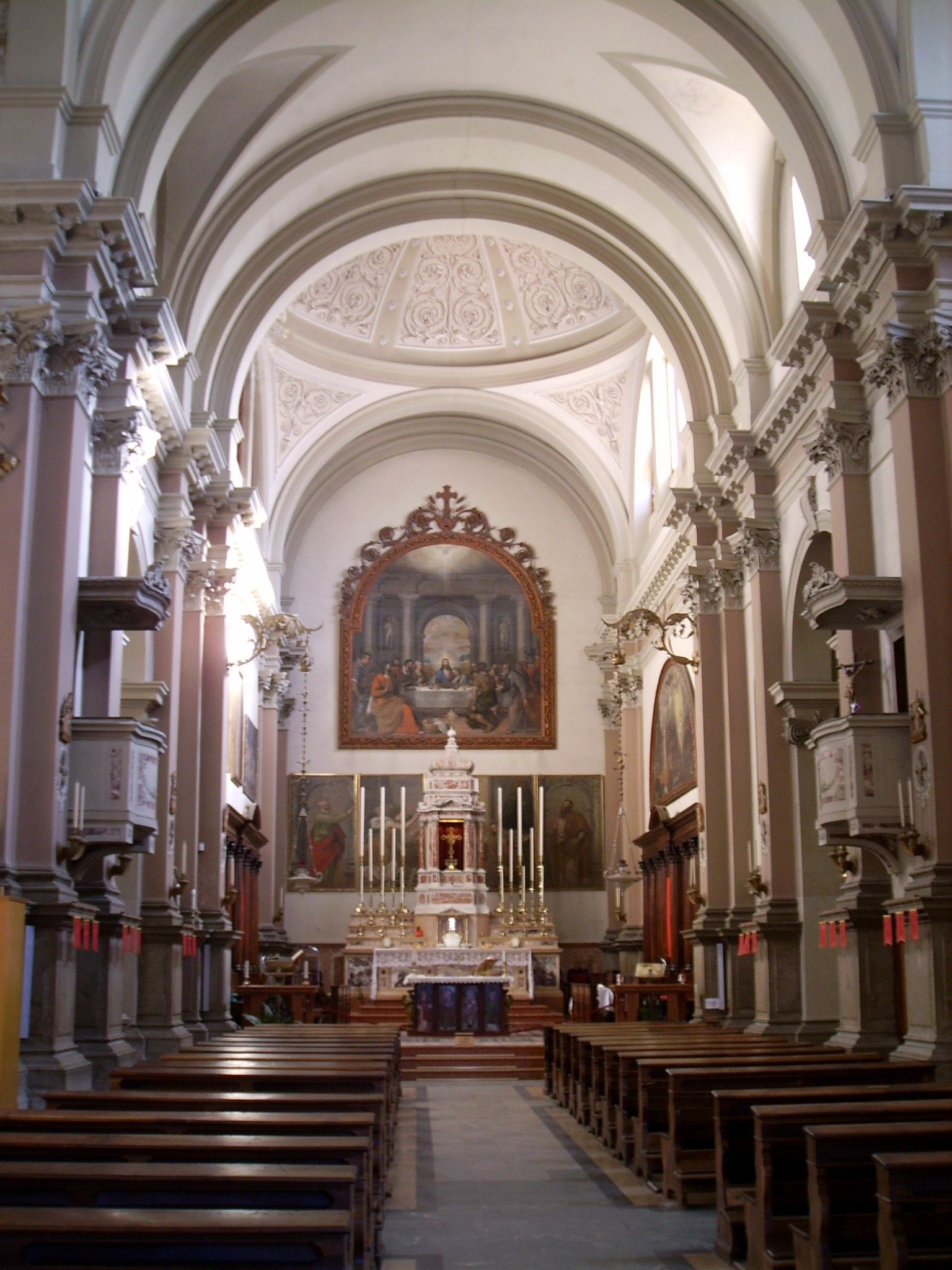
L'interno dell'Arcidiaconale

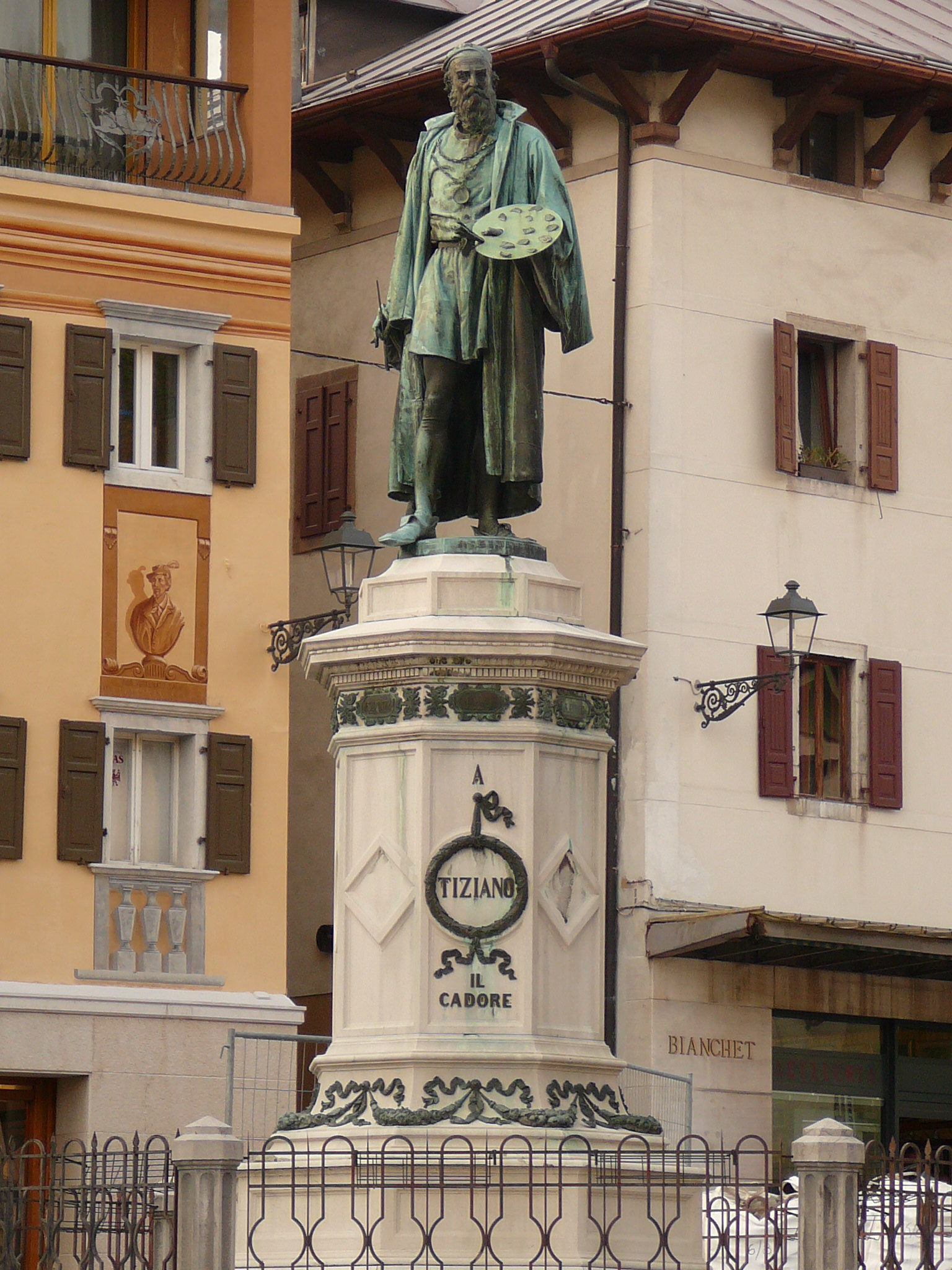
Monumento a Tiziano Vecellio

### Architetture religiose
Vicina alla piazza Tiziano è la chiesa arcidiaconale di Santa Maria Nascente (XVIII-XIX secolo), con varie tele di Cesare Vecellio e (terzo altare laterale sinistro) la Madonna, un santo Vescovo, sant'Andrea e Tiziano di Tiziano Vecellio.

### Architetture civili
Pieve è la "capitale" storica e sociale dell'intero Cadore. Nella piazza, dedicata a Tiziano (monumento in bronzo di Antonio Dal Zotto del 1880), spicca il palazzo della Magnifica Comunità di Cadore (XVI secolo, con torre merlata) alla cui base è posto un ricordo marmoreo di Pier Fortunato Calvi e di altri patrioti cadorini morti nelle guerre d'indipendenza contro l'Impero d'Austria. Sempre nella piazza, si incontrano la casa di Tiziano l'Oratore (tardo cinquecentesca), oggi sede in una fondazione di ricerca storico-artistica, con affreschi del 1590 circa ed il palazzo Jacobi-Solero (seicentesco, con rimaneggiamenti successivi).
Dalla piazza, scendendo per la via Borgata Arsenale, troviamo la piazzetta Arsenale con una piccola fontana settecentesca sormontata dalla statua di san Giovanni Nepomuceno, il palazzo Sampieri-Vallenzasca (tardo cinquecentesco), con affreschi interni ed esterni e la cinquecentesca casa natale di Tiziano, oggi museo.
Palazzo della Magnifica Comunità
Fu costruito nel 1447, su delibera del Consiglio della Comunità, che all'epoca governava la zona. La torre merlata venne portata a termine nel 1491 e in questo anno venne posta anche la prima campana alla torre.
Subì molti danni per un incendio durante la guerra della Lega di Cambrai e i lavori di ricostruzione terminarono nel 1518.
Nel 1589 crollarono il tetto e parte della facciata a causa del peso della neve, che le cronache dicono fosse caduta in quantità eccezionale.
Caratteristica è la sala del Pretore, con il soffitto in legno intagliato, e che ai quattro angoli porta le quattro insegne: del lavoro, della guerra, dell'arte e della religione. Nel centro del soffitto nel 1864 in seguito ai fatti dell'unità di Italia venne aggiunta una scritta: "La patria unisce insieme le sue più care memorie: 1864".
Attorno alla sala sono presenti 40 nicchie che ospitano i busti di diversi personaggi illustri del Cadore, tutti opera dello scultore Valentino Besarel. Vengono rappresentati: Folco, marchese e signore del castello di Cadore, amato dal popolo ma in disputa col patriarcato; Scaffardo, ricco commerciante e potente di Domegge di Cadore; Voltrico di Cadore, religioso a cui si deve la riforma del Capitolato d'Aquileia che riguardava queste terre e altri personaggi che in un modo o nell'altro hanno segnato la storia del Cadore.

### Architetture militari
Procedendo da via Vittime del Vajont, accanto alla casa natale di Tiziano Vecellio, si giunge a forte Monte Ricco, sull'omonima altura, già in epoca preromana destinato a funzione difensiva.
Rimaneggiato nel corso dei secoli, venne incluso nel sistema difensivo del Regno d'Italia contro l'Impero Austro-ungarico, fin quando nel 1918, a seguito della disfatta di Caporetto, fu distrutto dai soldati nemici.
Nel 2006, il comune ha avviato i lavori per la ristrutturazione del forte, conclusi nel 2017.

## Società

### Evoluzione demografica
Abitanti censiti

## Cultura
- Ugo Molinari presentò al Festival di Sanremo 1956 la canzone La colpa fu, che nel testo (scritto da Luciano Beretta) cita Pieve di Cadore nei versi "Suonaron le campane un bel mattino / a Pieve di Cadore"[10].
- Il cantautore siciliano Franco Battiato ha citato Pieve di Cadore in un suo brano, Scalo a Grado, inserito nell'album L'arca di Noè del 1982, nei versi "Il mio stile è vecchio / come la casa di Tiziano / a Pieve di Cadore"[11]; la canzone venne anche usata da Nanni Moretti nella colonna sonora del film Bianca (1984)[12].

## Geografia antropica

### Frazioni
Il territorio comunale comprende nel suo territorio le frazioni di Nebbiù, Pieve, Pozzale, Sottocastello e Tai.

## Infrastrutture e trasporti

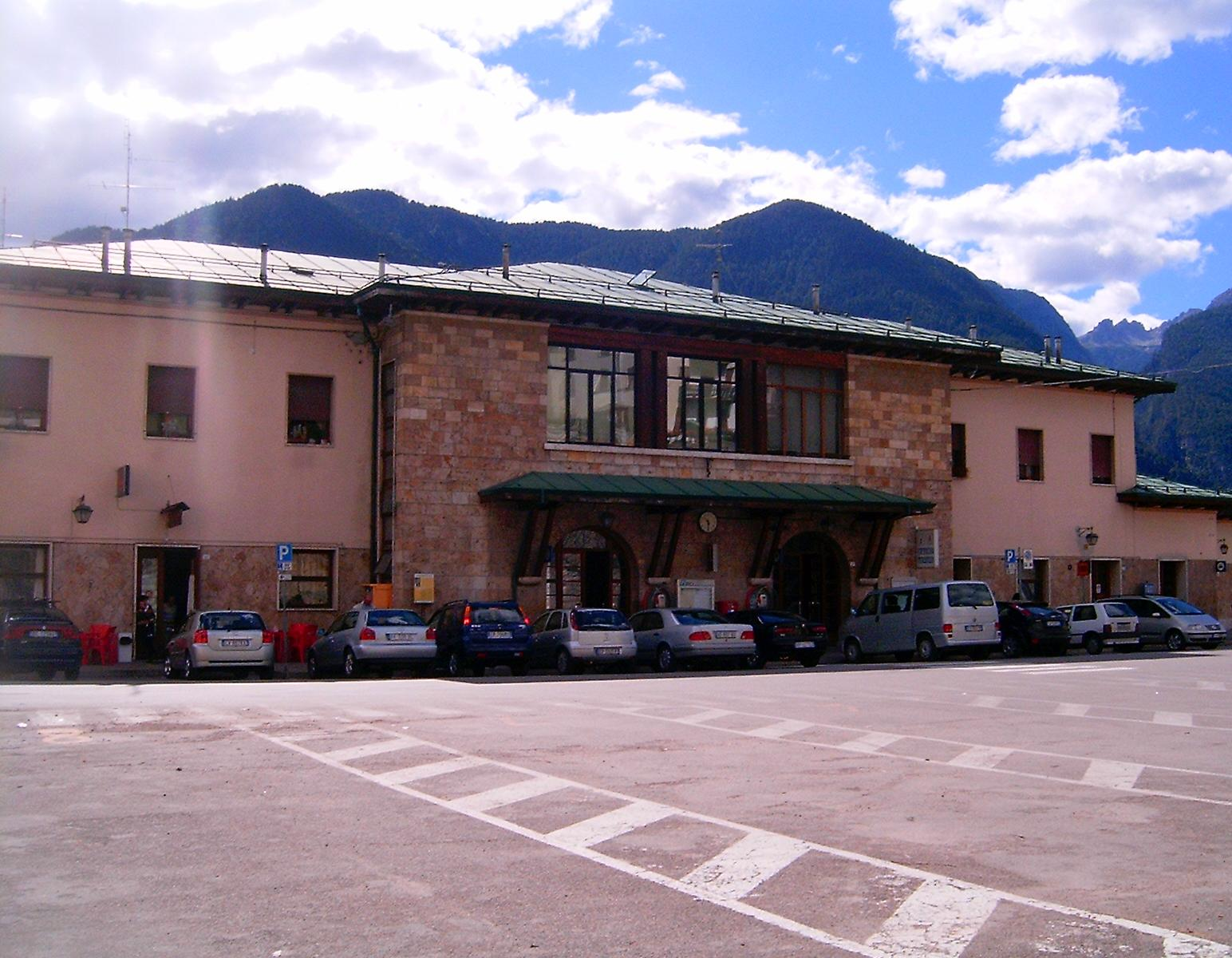
Stazione di Calalzo-Pieve di Cadore-Cortina

La stazione ferroviaria più vicina è la stazione di Calalzo-Pieve di Cadore-Cortina. Le stazioni di Nebbiù, Tai di Cadore e Pieve di Cadore-Sottocastello sorgevano lungo la ferrovia delle Dolomiti, attiva in questa tratta fra il 1921 e il 1964.

## Sport

### Ciclismo
Giro d'Italia
Pieve di Cadore è stata negli anni città di arrivo delle seguenti tappe del Giro d'Italia:
| Anno | Tappa | Partenza        | km  | Vincitore di tappa | Maglia rosa      |
| ---- | ----- | --------------- | --- | ------------------ | ---------------- |
| 1947 | 15ª   | Vittorio Veneto | 200 | Gino Bartali       | Gino Bartali     |
| 1979 | 16ª   | Treviso         | 195 | Roberto Ceruti     | Giuseppe Saronni |

È stata inoltre sede di partenza delle seguenti tappe del Giro d'Italia:
| Anno | Tappa | Arrivo | km  | Vincitore di tappa | Maglia rosa      |
| ---- | ----- | ------ | --- | ------------------ | ---------------- |
| 1947 | 16ª   | Trento | 194 | Fausto Coppi       | Fausto Coppi     |
| 1979 | 17ª   | Trento | 194 | Francesco Moser    | Giuseppe Saronni |

## Galleria d'immagini

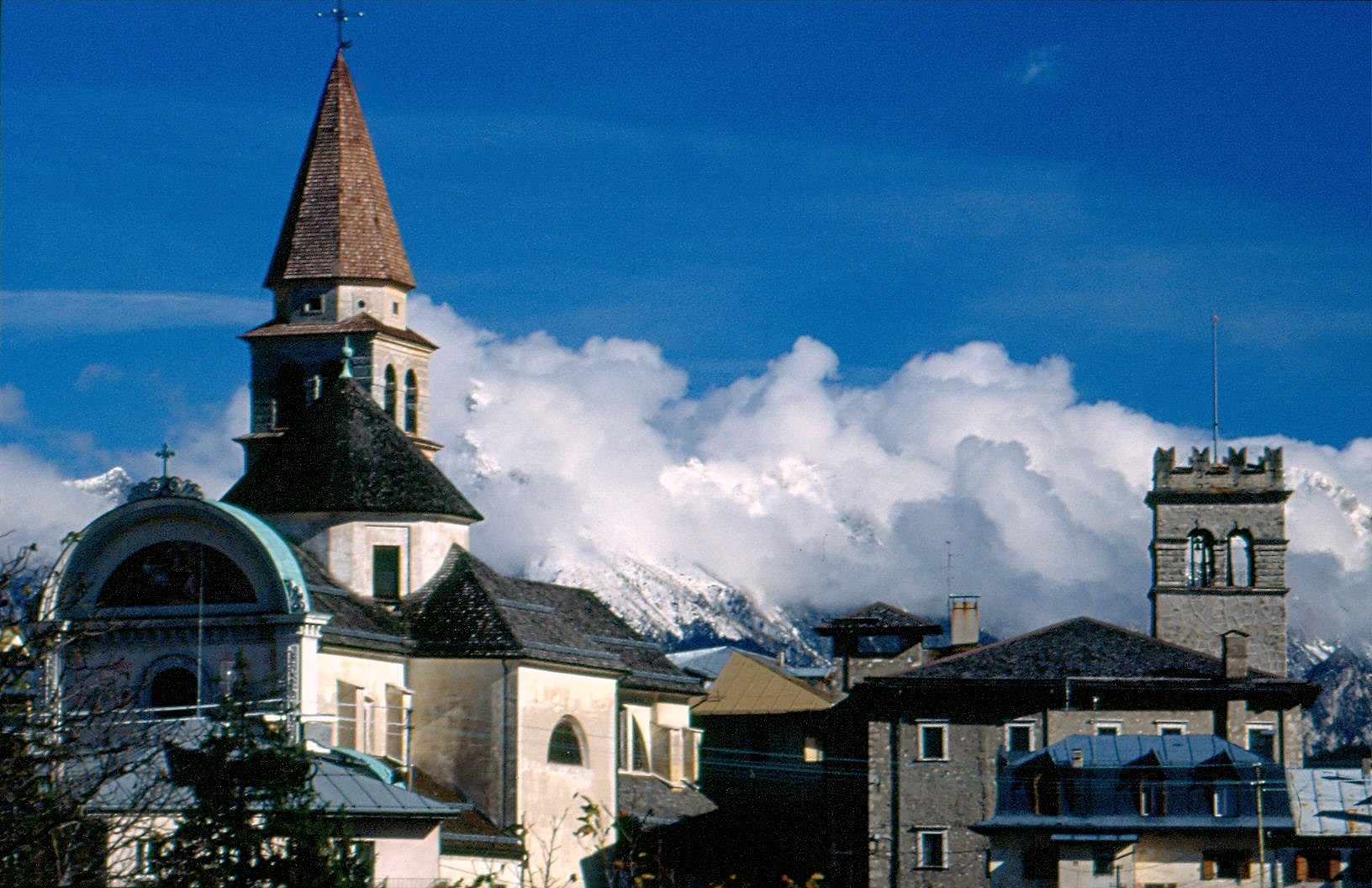
La chiesa arcidiaconale
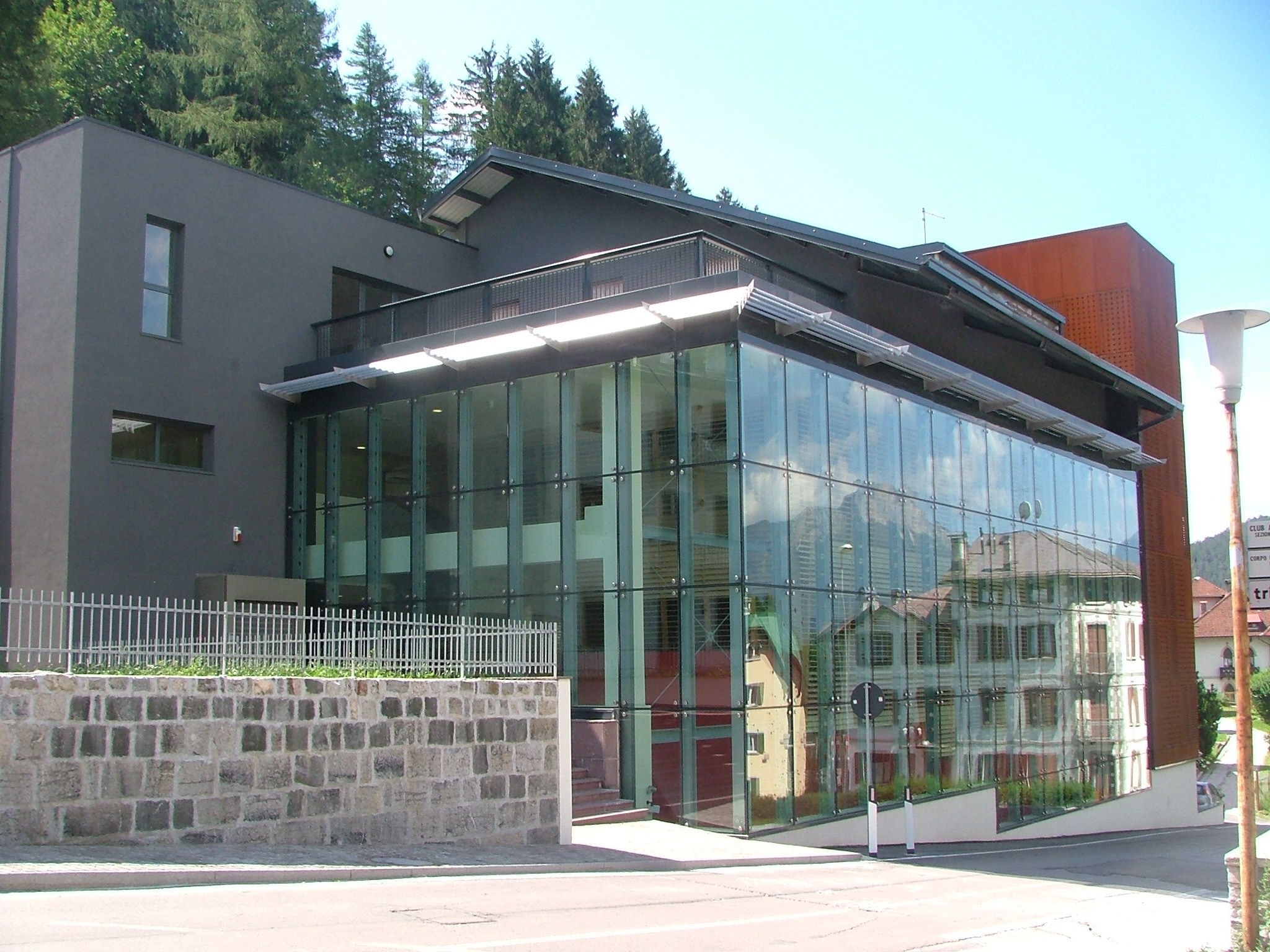
Centro Cosmo (Museo dell'Occhiale)
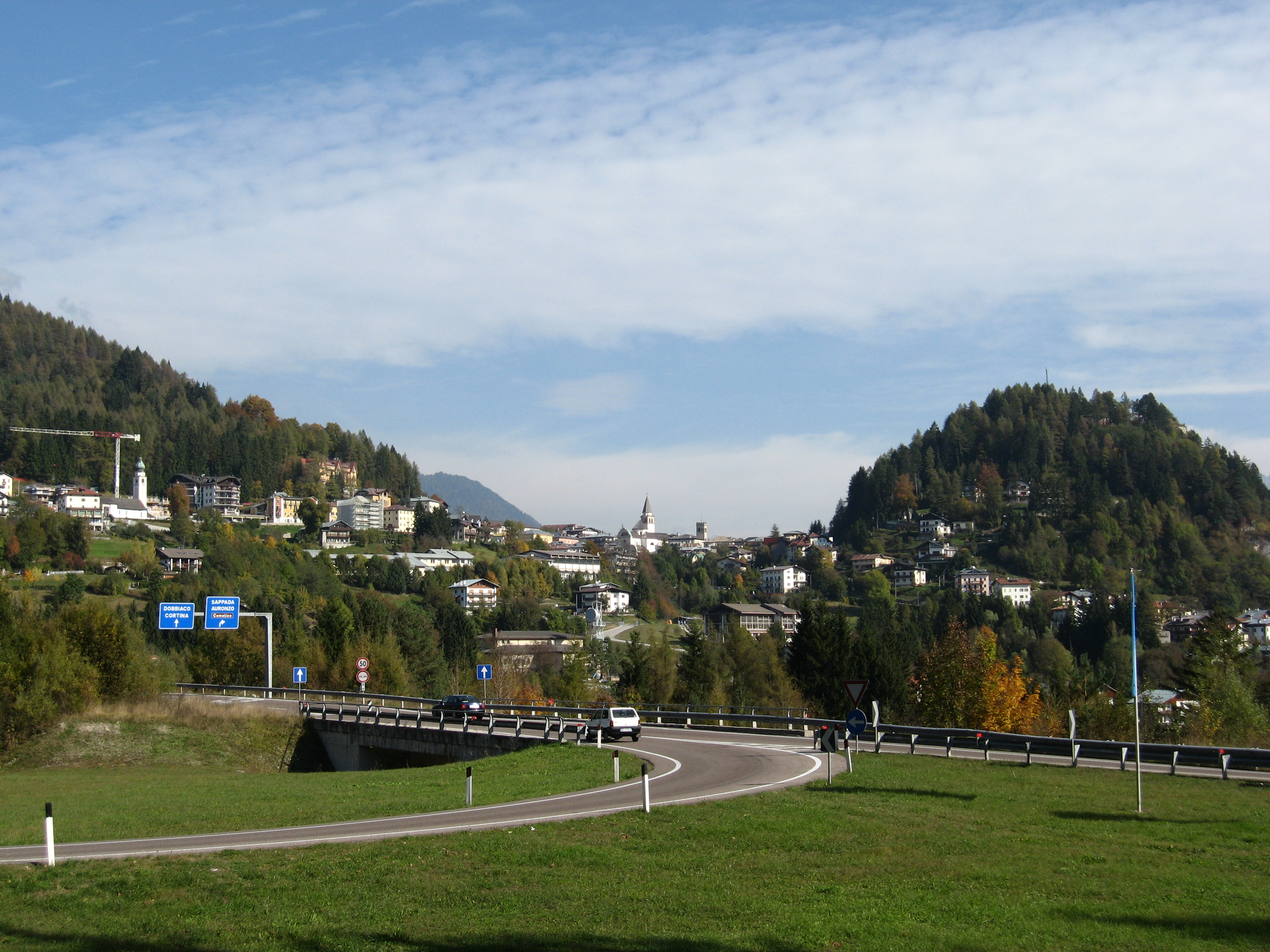
Panorama di Pieve di Cadore dallo svincolo SS 51-SS 51 bis
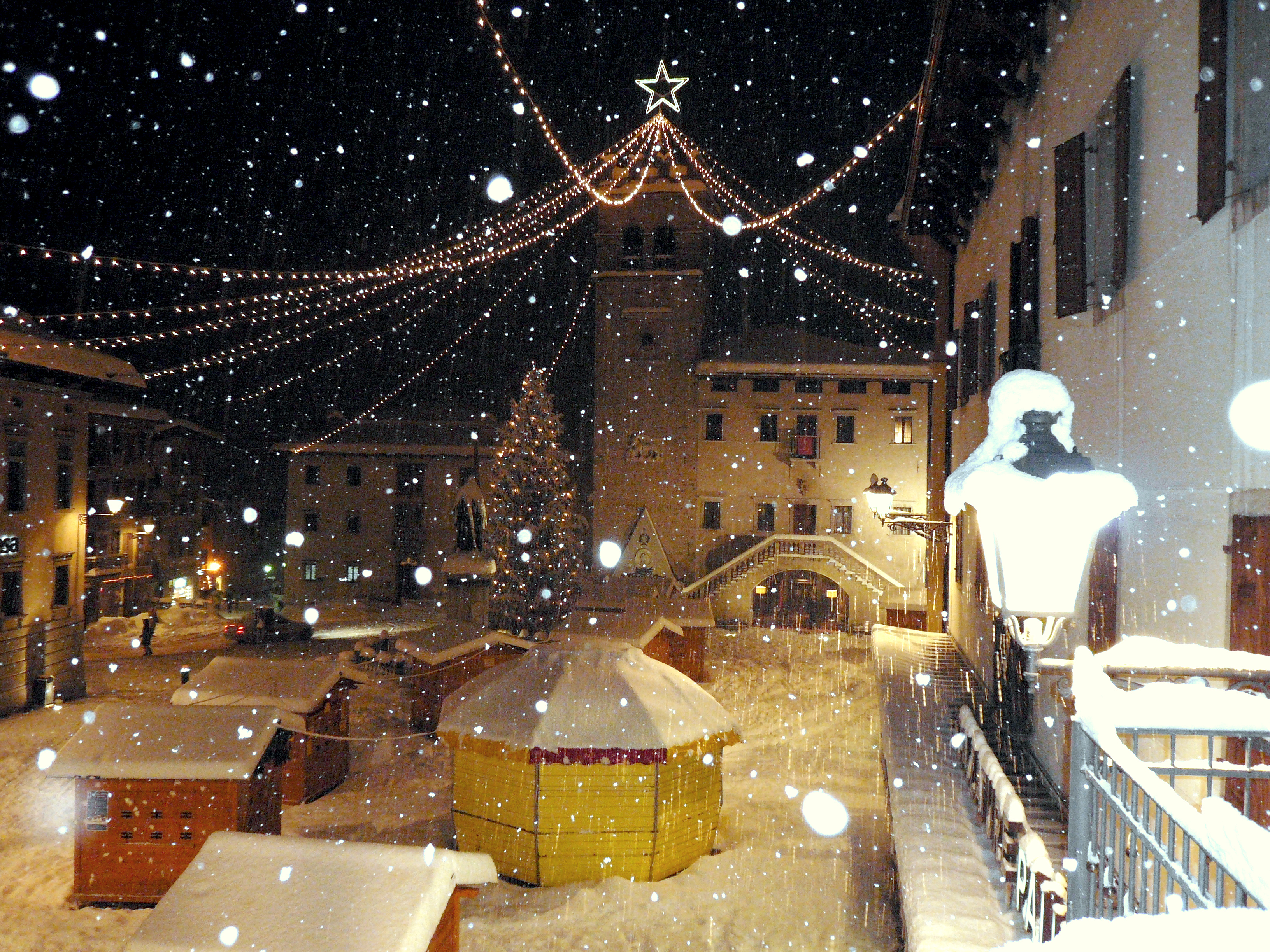
Piazza Tiziano